# Andy Aitkenhead
Andrew „Andy“ Aitkenhead (* 6. März 1904 in Glasgow, Schottland; † 21. Oktober 1968) war ein schottisch-kanadischer Eishockeytorwart, der während seiner Karriere unter anderem für die New York Rangers in der National Hockey League aktiv war.

## Karriere
Der im schottischen Glasgow geborene Aitkenhead wuchs in Saskatoon, Saskatchewan, auf. Im Alter von 17 Jahren stand er erstmals in einer Minor League für die Yorkton Terriers auf dem Eis. Die folgenden Jahre verbrachte der Torhüter bei diversen Teams aus Saskatoon, wobei Aitkenhead als Schlussmann der Saskatoon Nationals im Kalenderjahr 1924 die Finalserie um den Allan Cup erreichte. Diesen Erfolg wiederholte er zwei Jahre später im Trikot der Saskatoon Empires. Im November 1926 verpflichteten ihn die Saskatoon Sheiks aus der Prairie Hockey League. 1928 hatten die New York Rangers den Torwart beim Inter-League Draft ausgewählt, allerdings beendete er die Saison ohne Einsatz in der National Hockey League. Stattdessen wurde er zur Saison 1929/30 zu den Portland Buckaroos in die Pacific Coast Hockey League transferiert. Nach zwei Spielzeiten als Stammkraft in der PCHL verpflichteten ihn die Rangers im April 1931 erneut. In der Saison 1931/32 stand er für die Bronx Tigers in der Canadian-American Hockey League zwischen den Pfosten.
Nachdem die Rangers im Oktober 1932 durch General Manager Lester Patrick den Torwart John Ross Roach zu den Detroit Red Wings transferiert hatten, wurde Aitkenhead erstmals in der National Hockey League eingesetzt. Sein Debüt gab er am 10. November 1932 im Spiel gegen die Montreal Maroons. Gleich in seiner ersten NHL-Saison stieg er zum Stammspieler auf und absolvierte alle 48 Begegnungen der regulären Saison. Auch in den acht Playoff-Spielen stand Aitkenhead für die Rangers zwischen den Pfosten, wobei ihm in der vierten Begegnung der Finalserie um den Stanley Cup gegen die Toronto Maple Leafs ein Shutout gelang. Dadurch gewann der Torhüter in seiner ersten NHL-Saison sogleich den Stanley Cup.
In der Saison 1933/34 bestritt er ebenfalls alle Saisonspiele der New York Rangers und verbuchte sieben Shutouts in der regulären Saison sowie einen Shutout in den Playoffs. Dennoch unterlag das Team in der ersten Playoffrunde den Montreal Maroons. In der folgenden Saison stand Aitkenhead in zehn NHL-Spielen für die Rangers auf dem Eis, bevor er im Saisonverlauf in der Position des Stammtorwarts durch Dave Kerr ersetzt wurde. Bis zu seinem Karriereende 1941 verbrachte der schottisch-kanadische Doppelbürger seine Karriere vorwiegend bei den Portland Buckaroos in der Pacific Coast Hockey League, mit denen Aitkenhead 1937 und 1939 die Meisterschaft der PCHL errang.
1987 wurde Aitkenhead mit der Aufnahme in die Oregon Sports Hall of Fame geehrt.

## Erfolge und Auszeichnungen
- 1933 Stanley-Cup-Gewinn mit den New York Rangers